# Särkijärvi (sjö i Finland, Mellersta Finland, lat 62,97, long 25,00)
Särkijärvi är en sjö i Finland. Den ligger i kommunen Karstula i landskapet Mellersta Finland, i den centrala delen av landet, 300 km norr om huvudstaden Helsingfors. Särkijärvi ligger 192 meter över havet. I omgivningarna runt Särkijärvi växer i huvudsak blandskog. Den är 4,7 meter djup. Arean är 40,3 hektar och strandlinjen är 3,64 kilometer lång. Sjön  ingår i Kymmene älvs huvudavrinningsområde. 